# روبرت باور (دراج)
روبرت باور (بالإنجليزية: Robert Power)‏ هو دراج أسترالي، ولد في 11 مايو 1995 في برث في أستراليا.

## وصلات خارجية
- روبرت باور على موقع الاتحاد الدولي للدراجات (الإنجليزية)
- روبرت باور على موقع أرشيف الدراجات (الإنجليزية)
- روبرت باور على موقع إحصائيات الدراجات الإحترافية (الإنجليزية)
- روبرت باور على موقع نسبة الدراجات (الإنجليزية)
- روبرت باور على موقع CycleBase (الإنجليزية)